# Crypsirina
Crypsirina é um pequeno género de aves passeriformes de cauda longa da família dos corvos e gaio. As duas espécies são altamente arborícolas e raramente vêm ao solo para se alimentar. O nome genérico deriva das palavras gregas kruptō, que significa "esconder", e rhis ou rhinos, que significa "narinas".
Contém as seguintes espécies:
- Pega-bronzeada (Crypsirina temia)
- Pega-de-capuz (Crypsirina cucullata)

A pega-bronzeada, anteriormente incluído em Dendrocitta, é uma espécie totalmente negra do Sudeste Asiático. A pega-de-capuz cinzenta e preta é endémica de Myanmar.